# Mein falscher Freund
Mein falscher Freund ist eine Crystal-Meth-Präventionskampagne des Bayerischen Staatsministeriums des Innern, für Bau und Verkehr in Zusammenarbeit mit dem Bayerischen Staatsministerium für Gesundheit und Pflege und dem Bayerischen Landeskriminalamt. Sie wurde am 8. November 2017 von Melanie Huml und dem Politiker Joachim Herrmann im Rahmen einer Pressekonferenz im Münchner Kino Rio Palast vorgestellt. Im Zentrum der Anti-Drogenkampagne stehen neben zwei von der Hochschule für Fernsehen und Film München produzierte Kino- und Videospots eine Website. Hauptzielgruppe sind 18- bis 45-jährige potentiell gefährdete Menschen, Konsumenten von Crystal Meth und deren soziales Umfeld.
Auf der Website informiert das Bayerische Staatsministerium des Innern, für Bau und Verkehr über die Auswirkungen des Konsums von Crystal Meth. Ziel der Kampagne ist Aufklärung und Warnung vor dem gefährlichen Rauschgift, welches bereits viele Menschenleben gekostet hat. Auch Beratungsangebote mithilfe von weiterführenden Links finden ihren Platz auf der Aufklärungswebsite.
Mein falscher Freund stellt eine Personifikation der chemischen Droge Crystal Meth dar. Viele Menschen vergleichen die illegale Substanz mit einem Freund, der jederzeit für einen da ist. Der Konsum kann jedoch fatale Folgen bewirken.